# Mabel Kirke
Mabel Kirke (Engels: Mabel Kirke) is een personage uit Het neefje van de tovenaar van De Kronieken van Narnia door C.S. Lewis.
Mabel Kirke is de moeder van Digory Kirke. Ze is een lieve vrouw die haar zoon goed geleerd heeft wat hij wel en niet mag doen. Digory is heel erg op haar gesteld. Omdat ze ernstig ziek is wordt ze in Londen verpleegd door haar zus Letty Ketterley. Haar man woont in India.
Doordat ze zo ziek is, speelt moeder Kirke in het begin van het boek geen actieve rol. Digory heeft verdriet omdat zijn lieve moeder waarschijnlijk spoedig zal sterven.
Als Digory in Narnia is, vraagt hij Aslan om zijn moeder te genezen. Aslan geeft hem een appel die voor Mabel een wonderbaarlijk geneesmiddel blijkt te zijn.
Na haar genezing maakt Mabel veel plezier met Digory en het buurmeisje Polly Plummer en speelt ze piano, zodat Letty vindt dat Mabel zich nog het meest als een kind gedraagt. Zij geldt dan ook als een van de weinige 'goede' volwassenen uit de verhalen van Narnia.
Later gaan Mabel, haar man en Digory op een buiten wonen, dat haar man heeft geërfd.
Er zijn wel verbanden tussen de ziekte van Mabel Kirke en de moeder van C.S. Lewis. Ook zijn moeder werd ziek, maar helaas genas zij niet, maar stierf toen hij tien jaar was.